# I Take What I Want
«I Take What I Want» —en español: Tomo lo que quiero— es una canción del duo de soul Sam & Dave y que ha sido versionada por diferentes artistas.

## Versiones
- The Artwoods: Art Gallery (1966)[1]
- Cliff Bennett: Branches Out (1968)[2]
- Aretha Franklin: Aretha now (1968)[3]
- Ann Peebles: Straight From The Heart (1972)[4]
- Rory Gallagher: Against the Grain (1975)[5]
- Tinsley Ellis: Moment of Truth (2007)[6]

## Versión de Rory Gallagher
Fue incluida en su quinto álbum de estudio Against the Grain, lanzado en 1975.
Músicos
- Rory Gallagher: voz y guitarra eléctrica
- Gerry McAvoy: bajo
- Lou Martin: teclados
- Rod de'Ath: batería